# Ernest Petit
Ernest-Émile Petit (* 20. Februar 1888 in Paimbœuf, Département Loire-Atlantique; † 28. Mai 1971 in Saint-Maur-des-Fossés, Département Val-de-Marne) war ein französischer General und Politiker der Parti communiste français (PCF), der unter anderem 1947 Chef des Militärkabinetts im Ministerium für nationale Verteidigung und zwischen 1948 und 1968 Mitglied des Senats war.

## Leben

### Offiziersausbildung und Aufstieg zum General
Petit absolvierte seine schulische Ausbildung am Gymnasium von Nantes und danach eine Offiziersausbildung an der Militärschule Saint-Cyr sowie an der Obersten Kriegsschule (École supérieure de guerre). Danach war er Offizier in verschiedenen Einheiten des Heeres (Armée de terre ). Er nahm am Ersten Weltkrieg teil und wurde für seine Verdienste mit dem Croix de guerre ausgezeichnet. Während des Krieges geriet er in deutsche Kriegsgefangenschaft, die er in der Landesfestung Ingolstadt verbrachte. Dort lernte er auch Charles de Gaulle kennen.
Nach der Befreiung aus der Kriegsgefangenschaft fand Petit wieder verschiedene Verwendungen im Militär und war als Commandant zwischen 1934 und 1936 Chef des Stabes der Militärregion Paris. Anschließend war er von 1936 bis 1938 Instrukteur an der Schule für Verbindungen und Militärnachrichtenwesen (École de Liaison et Transmissions) und erhielt in dieser Zeit am 25. Dezember 1936 seine Beförderung zum Lieutenant-colonel. Im Anschluss fungierte er zwischen dem 20. März 1938 und seiner Ablösung durch Général de division Paul-Émile Angénot am 19. Dezember 1940 als Leiter der Militärmission in Paraguay.
Petit, der am 25. Dezember 1940 zum Colonel sowie sechs Tage später am 1. Januar 1941 zum Général de brigade befördert wurde, war vom 1. Januar 1941 bis zum 5. März 1942 Chef des Stabes des Kommandeurs der Freien Französischen Streitkräfte FFL (Forces françaises libres), General Charles de Gaulle. Daraufhin war er als Nachfolger von Général de brigade Pierre Billotte vom 5. März 1942 bis 1944 Leiter der freien Militärmission in der Sowjetunion sowie anschließend zwischen 1944 und dem 20. August 1945 Militärattaché an der Botschaft in der Sowjetunion. Während dieser Zeit erfolgte am 25. Juni 1944 seine Beförderung zum Général de Division. Für seine Verdienste im Zweiten Weltkrieg sowie die Beziehungen zur Sowjetunion wurde er mehrfach ausgezeichnet, und zwar als Kommandeur der Ehrenlegion, mit dem Croix de guerre und mit dem Rotbannerorden.
Nach seiner Rückkehr nach Frankreich fungierte General Petit vom 20. August 1945 bis zum 8. März 1946 zunächst als Kommandant der 3. Militärregion sowie im Anschluss zwischen dem 8. März und dem 19. März 1946 als stellvertretender Kommandant der 1. Militärregion und in Personalunion zeitgleich als stellvertretender Militärgouverneur von Paris. Nach seiner Beförderung zum Général de corps d’armée am 19. November 1946 war er bis zum 23. Januar 1947 Kommandant der 1. Militärregion. Anschließend wurde er nach seiner Beförderung zum Général d’armée am 23. Januar 1947 Chef des Militärkabinetts im Ministerium für Nationale Verteidigung und war als solcher bis zum 4. Mai 1947 einer der engsten Mitarbeiter des damaligen Ministers für Nationale Verteidigung, François Billoux. Am 15. Juli 1947 schied er aus dem aktiven Militärdienst aus, nachdem er bereits am 20. Februar 1947 sein Rücktrittsersuchen eingereicht hatte.

### Senator 1948 bis 1968
Nach seinem Eintritt in den Ruhestand begann das politische Engagement Petits, der als Kandidat der Parti communiste français (PCF) am 5. Januar 1948 durch die Nationalversammlung erstmals zum Mitglied des Senats der Vierten Französischen Republik gewählt wurde. Bei den Wahlen vom 18. Mai 1952 und 8. Juni 1958 wurde er jeweils wiedergewählt und vertrat bis zum 26. April 1959 jeweils die Interessen des Département Seine. Während seiner Senatsmitgliedschaft war er zwischen 1948 und 1959 Mitglied des Senatsausschusses für Auswärtige Angelegenheiten sowie des Senatsausschusses für Nationale Verteidigung. Zusätzlich wurde er 1953 Mitglied des Senatsausschusses für Wirtschaftsangelegenheiten und engagierte sich als Präsident der Französisch-Sowjetischen Gesellschaft.
Bei den Wahlen vom 28. April 1959 wurde Petit für die PCF auch zum Mitglied des Senats der Fünften Republik, dem er bis zum 1. Oktober 1968 angehörte. Während dieser Zeit war er weiterhin Mitglied des Senatsausschusses für Auswärtige Angelegenheiten sowie des Senatsausschusses für Nationale Verteidigung. Er verzichtete auf eine erneute Kandidatur bei den Senatswahlen am 22. September 1968.